# 물리 주소 확장
물리 주소 확장(物理住所擴張, 영어: Physical Address Extension, PAE)은 컴퓨팅에서 4 기비바이트 이상의 물리 메모리를 32 비트 시스템에서 사용할 수 있도록 만들어 주는 x86, x86-64 프로세서의 기능이다. 이 기능을 사용하려면, 먼저 운영 체제에서도 지원되는지 확인해 보아야 한다. PAE는 인텔 펜티엄 프로 이후의 CPU에서 제공하는 기능이다. (400 MHz 버스의 펜티엄 M을 제외한 펜티엄 이후 계열의 프로세서를 모두 가리킨다. AMD 호환 프로세서에서도 마찬가지이다.)

## 운영 체제 지원

### FreeBSD
FreeBSD는 4.x 시리즈의 경우 4.9부터, 5.x 시리즈의 경우 5.1부터, 또 6.x 이후의 버전에서 PAE를 지원한다. 커널 PAE 구성 옵션이 요구된다. 로더블 커널 모듈은 모듈이 "PAE 사용" 옵션을 켜 둔 상태에서 빌드된 경우에만 PAE를 커널로 불러들일 수 있다. FreeBSD 배포판의 이진 모듈들은 PAE와 더불어 빌드되지는 않으며, 이러한 까닭에 PAE 커널로 불러들이지 못한다. 모든 드라이버가 4 기비바이트 이상의 물리 메모리를 지원하는 것이 아니다. 이러한 드라이버들은 PAE를 사용하는 시스템에서 정상 동작을 보장하지 않는다.

### 리눅스
리눅스 커널은 2.6부터 PAE를 지원하기 시작한다. PAE를 완전하게 지원하는데, 다시 말해 32비트 컴퓨터에서 최대 64기비바이트 메모리에 접근할 수 있다. PAE를 사용하는 리눅스 커널은 PAE 기능이 없는 CPU에서 동작하지 않는다.

### 솔라리스
솔라리스 운영 체제는 솔라리스 7부터 PAE를 지원한다. 모든 서드파티 드라이버가 4기비바이트 이상의 물리 메모리를 지원하는 것은 아니다. 이러한 드라이버들은 PAE를 사용하는 시스템에서 정상 동작을 보장하지 않는다.

### 윈도
PAE는 다음의 32비트 버전의 윈도우에서 지원된다:
| 윈도 버전                                              | 32비트 에디션 | 64비트 에디션 |
| ------------------------------------------------------ | ------------- | ------------- |
| 윈도우 2000 프로페셔녈, 서버                           | 4 GB          | 없음          |
| 윈도우 2000 어드밴스드 서버                            | 8 GB          | 없음          |
| 윈도우 2000 데이터센터                                 | 32 GB         | 없음          |
| 윈도우 XP 스타터                                       | 512 MB        | 없음          |
| 윈도우 XP 홈 & 미디어 센터                             | 4 GB          | 없음          |
| 윈도우 XP 프로페셔널                                   | 4 GB          | 128 GB        |
| 윈도우 서버 2003 웹                                    | 2 GB          | 없음          |
| 윈도우 서버 2003 스몰 비지니스, 홈, 스토리지           | 4 GB          | 없음          |
| 윈도우 서버 2003 스토리지 서버                         | 4 GB          | 없음          |
| 윈도우 서버 2003 R2 스탠다드 에디션                    | 4 GB          | 32 GB         |
| 윈도우 서버 2003 스탠다드 에디션 (SP1)                 | 4 GB          | 32 GB         |
| 윈도우 서버 2003 스탠다드 에디션 (SP2)                 | 4 GB          | 32 GB         |
| 윈도우 서버 2003 엔터프라이즈 에디션 (SP1)             | 16 GB         | 없음          |
| 윈도우 서버 2003 R2 엔터프라이즈 에디션                | 64 GB         | 1 TB          |
| 윈도우 서버 2003 데이터센터 (SP1)                      | 128 GB        | 없음          |
| 윈도우 서버 2003 R2 데이터센터 (SP1)                   | 128 GB        | 1 TB          |
| 윈도우 서버 2003 R2 데이터센터 (SP2)                   | 128 GB        | 2 TB          |
| 윈도우 비스타 스타터                                   | 1 GB          | 없음          |
| 윈도우 비스타 홈 베이직                                | 4 GB          | 8 GB          |
| 윈도우 비스타 홈 프리미엄                              | 4 GB          | 16 GB         |
| 윈도우 비스타 비지니스, 엔터프라이즈, 얼티밋           | 4 GB          | 128 GB        |
| 윈도우 서버 2008 스탠다드, 웹                          | 4 GB          | 32 GB         |
| 윈도우 서버 2008 엔터프라이즈, 데이터센터              | 64 GB         | 2 TB          |
| 윈도우 7 스타터                                        | 2 GB          | 없음          |
| 윈도우 7 홈 베이직                                     | 4 GB          | 8 GB          |
| 윈도우 7 홈 프리미엄                                   | 4 GB          | 16 GB         |
| 윈도우 7 프로페셔널, 엔터프라이즈, 얼티밋              | 4 GB          | 192 GB        |
| 윈도 서버 2008 R2 파운데이션                           | 없음          | 8 GB          |
| 윈도 서버 2008 R2 스탠다드                             | 없음          | 32 GB         |
| 윈도 서버 2008 R2 엔터프라이즈, 데이터센터, 아이태니엄 | 없음          | 2 TB          |

NX 기능이 있는 프로세서를 사용하는 경우, 윈도우 XP 서비스팩 2 이후에서는 기본적으로 PAE를 사용하여 NX를 활성화시키지만, 드라이버 호환 문제로 인해 물리 메모리 공간을 32비트로 제한한다. PAE가 정상적으로 동작하지 않는다면 윈도 서버에서 다음의 호환성 핵을 사용하지 않게 하여 해결할 수도 있다. 를 참조하라.

## 참조
1. ↑  “FreeBSD PAE(4) man page”. 2003년 4월 8일. 2007년 11월 26일에 확인함.
2. ↑  “Wonderful World of Linux 2.6”. 2003년 7월 16일에 원본 문서에서 보존된 문서. 2004년 1월 10일에 확인함.
3. ↑  “Solaris 7 5/99 Release Notes (Intel Platform Edition), Appendix B: Hardware Compatibility List and Device Configuration Guide (Intel Platform Edition) 5/99”. 1999. 2007년 11월 26일에 확인함.[깨진 링크(과거 내용 찾기)]
4. ↑  “Memory Limits for Windows releases”. 마이크로소프트. 2007년 12월 5일. 2007년 12월 17일에 원본 문서에서 보존된 문서. 2007년 12월 10일에 확인함.
5. ↑  “Intel Physical Addressing Extensions (PAE) in Windows 2000”. 마이크로소프트. 2007년 10월 26일. 2007년 12월 29일에 확인함.

## 같이 보기
- 페이지 크기 확장
- PSE-36